# It's Late/Sheer Heart Attack
It's Late/Sheer Heart Attack è un singolo del gruppo musicale britannico Queen, pubblicato il 2 febbraio 1978 come terzo estratto dal sesto album in studio News of the World.

## Descrizione
Decima traccia del disco, It's Late è stato scritto dal chitarrista Brian May ed è tra i più lunghi mai composti dal gruppo. Inoltre, la voce di Freddie Mercury arriva a raggiungere note altissime, soprattutto verso la fine.
Sheer Heart Attack è invece stato composto dal batterista Roger Taylor e avrebbe dovuto rappresentare la title track dell'album omonimo, ma non c'era spazio per la canzone, oltre al fatto che era ancora in fase di registrazione. Nella versione in studio Taylor si è occupato anche delle parti di basso e chitarra ritmica.
Il singolo fu commercializzato esclusivamente negli Stati Uniti d'America, mentre nel resto del mondo è stato commercializzato nello stesso giorno il singolo Spread Your Wings/Sheer Heart Attack. Nel 1997 i due brani sono stati inclusi nella raccolta Queen Rocks.

## Tracce
Lato A
1. It's Late (Single Version) – 4:28 (Brian May)

Lato B
1. Sheer Heart Attack (Album Version) – 3:24 (Roger Taylor)